# Горішні Верпища
Горішні Верпища (болг. Горни Върпища) — село (поселення) в Габровській області Болгарії, підпорядковане общині Дряново. В селі налічується 5 мешканців.